# И
И (onderkast: и) is een letter uit het cyrillische alfabet. И is afgeleid van de Griekse letter èta. Hij wordt uitgesproken als /i/ in het Russisch, Bulgaars, Servisch en Macedonisch en als /ɪ/ in het Oekraïens. Soms wordt hij in het Russisch ook als /ɨ/ uitgesproken.

## Weergave

### Unicode
De И en и zijn in 1993 toegevoegd aan de Unicode 1.0 karakterset.
In Unicode vindt men И onder het codepunt U+0418 (hex) en и onder U+0438.

### HTML
In HTML kan men voor И de code &Icy; gebruiken, en voor и &icy;.